# Erhard Oehm
Erhard Oehm (vollständiger Name: Erich Kurt Erhard Oehm; * 15. Februar 1936 in Leipzig; † 15. April 2022) war ein deutscher ADAC-Funktionär.

## Leben
Oehm studierte Landwirtschaft und wurde 1966 in Gießen promoviert. Von 1966 bis 1975 war er als Motorsportler aktiv, so startete er unter anderem bei der Rallye Monte Carlo. Danach war er bis 1983 ehrenamtlich als Sportkommissar und Wagenreferent tätig.
Erhard Oehm war seit 1966 Mitglied im ADAC und von 1983 bis 1989 Vorstandsmitglied für Motorsport ADAC Hessen, von 1989 bis 2013 Vorsitzender des ADAC Hessen-Thüringen e.V.
Von 1989 bis 1995 war Erhard Oehm Mitglied des ADAC Verwaltungsrates, von 1995 bis 2007 Mitglied des ADAC Präsidiums als ADAC-Vizepräsident Verkehr.
2006 wurden seine Leistungen mit der Verleihung des Verdienstkreuzes 1. Klasse des Verdienstordens der Bundesrepublik Deutschland gewürdigt.
Oehm war von 2007 bis zum 14. April 2018 Vorsitzender der ADAC-Stiftung Sport.
Er lebte seit 1956 in Bad Homburg.

## Auszeichnungen
- 2006: Bundesverdienstkreuz Erster Klasse
- ADAC-Sportabzeichen in Gold mit Brillanten[3]
- Ehrenring des ADAC Hessen-Thüringen[3]

## Schriften
- Nährstoffaufnahme, Nährstoffverhältnis und Nährstoffbilanz im Ackerbau der Waberner Senke, Dissertation Universität Gießen 1966